# Acrophyllum australe
Acrophyllum australe là một loài thực vật có hoa trong họ Cunoniaceae. Loài này được (A.Cunn.) Hoogland mô tả khoa học đầu tiên năm 1981.